# ラストハルマゲドン
『ラストハルマゲドン』（LAST ARMAGEDDON）は、1988年6月に日本のブレイングレイから発売されたPC-8801用ロールプレイングゲーム。
人類滅亡後の地球を舞台に、生き残ったモンスターと突如として現れたエイリアンとの抗争を描いている。アイテムを購入する店舗が存在しない事や、レベルアップする事でキャラクターの容姿が変化していく事などが特徴。
開発はブレイングレイが行い、企画およびシナリオは後にリバーヒルソフトのパソコン用ソフト『BURAI』（1989年）を手掛けた飯島健男が担当、音楽は後にPCエンジン用ソフト『改造町人シュビビンマン2 -新たなる敵-』（1991年）を手掛けた葉山宏治が担当している。発売当時、ブレイングレイに直接ハガキを送ると『ラストハルマゲドンモンスター図鑑』がもらえた。これは『抜忍伝説番外編』と同じ手法である。
後に日本国産パソコン各種に移植された他、PCエンジンCD-ROM²やファミリーコンピュータなどの家庭用ゲーム機にも移植された。続編企画としては、パソコン版で日本妖怪対西洋妖怪の対決を描くラストハルマゲドン番外編『妖怪変紀行』、PCエンジン版『ラストハルマゲドンII』が発表されたが、いずれも発売には至らなかった。

## ゲーム内容
12種類の魔物が昼・夜・サルバンの破砕日（各月の1日）のチームに分かれて、黙示録の謎を解き、戻らずの塔を攻略することになる。腕力、体力、攻撃力、防御力、魔法力、悪運などそれぞれのパラメーターはレベル分けされていて、魔界へ戻れば一日に一回だけ全パラメーターが回復することも最大限に利用して、パーティー分けをする必要がある。
通常のRPGと異なる点は、モンスター達が主人公であり、限られた場面のみ人間が登場する。また、アイテムなどを購入する店舗がなく、モンスター自身が道具・武具の作成をしなければならない。
モンスターはレベルが上がるにつれ姿が変化するが、特に総合レベル17と総合レベル34になると、別のモンスターから細胞を得て、融合してより一層醜くなっていく。特にスライムとの融合は醜さに拍車を掛けることとなる。
ストーリー展開上、ラスボスにたどり着いても、その時点ですべての謎は解けているため戦う必要はない。ただし、PCエンジン版ではOPに登場したエイリアンが意味深な名前でラストバトルを行うが簡単に倒せる仕様となっており、ファミリーコンピュータ版では別のオリジナルラストボスと最終戦があるなど変更されている。

## ストーリー
人類は自らの過ちによって滅亡した。かつて人類によって魔界へ追いやられた魔物たちは、これで地上が自分達の物になったと確信した。しかしその矢先、ある日、地上へ出たミノタウルス族とスケルトン族の魔物が突然射殺されてしまった。地上にはエイリアンたちが降り立っていて、彼らは他の魔物たちにこの地を征服したと告げる。エイリアンの侵略が許せない魔物たちは各魔物たちの代表12名でチームを組んで地上を探索し、エイリアンの討伐を画策する。
しかし、ある島に建てられた『戻らずの塔』と石版に書かれた108の『黙示録』がモンスターたちの謎を示しており、それが意外なる展開を迎える事をまだ知らなかった。

## キャラクター
オーク
昼に活動するモンスターでヒューマノイドタイプ。多くの武器と防具を作成し、装備できる。火が苦手。最初に覚えているのが自動逃走する魔法のため、魔法レベルを大変上げづらい。
ハーピー
女性の体に鷲の羽を持つモンスター。昼に活動するタイプで、飛行能力を持つ。翼の盾による防御ボーナスがあり、全体攻撃を覚える。
スケルトン
生きている骸骨。何故、スケルトンがモンスターの中に入っているのかは最初は疑問だが、謎が解けると意味が通じる様になる。オークとゴブリンには劣るが装備可能品が多い。道具作成能力と記憶力（オートマッピング）、毒無効能力をもち、ダンジョン脱出魔法を覚える。アンデットだけにシルバーソードなど聖なる武器が装備できず、特定の道具の使用にペナルティ（使用すると睡眠状態になる）があり、水に弱い。
ガーゴイル
羽の生えた夜に活動するモンスターで飛行能力と道具作成能力を持つ。高い知性を持つためイベント要員でもある。最初は睡眠魔法しか覚えていないが、レベルを上げると2種類（カマイタチ、光）の攻撃魔法、イベント用魔法を覚える。
スライム
夜に活動するモンスターである。その体はアメーバのような不定形で決まった形が無い。火に弱いが麻痺無効で武器攻撃に耐性がある。魔法は腐敗系（毒の上位バージョン）とダンジョン脱出魔法を覚える。
ゴブリン
夜に活動するヒューマノイドタイプモンスター。多くの武器と防具を作成し、装備できる。火が苦手。最初から覚えている魔法が麻痺魔法なのでオークよりは魔法のレベルを上げやすい。
サイクロプス
一つの目、一本の角を持つ巨人。千里眼を持つ。全体攻撃となる特殊攻撃が強力。棍棒とジャイアントメイルを装備可能。雷系の魔法とダンジョン脱出魔法を覚える。
アンドロスフィンクス
サルバンの破砕日のみに活動を許されたモンスターである。記憶力と道具作成能力をもつ。高い知性があるのでイベント要員でもある。唯一回復系の魔法を覚えている。また、魔法レベルが上がると魔界への帰還魔法と攻撃魔法も覚える。
G（ジャイアント）スネーク
蛇面、蛇身に人間の胴と腕を備える。ナーガ族の直系で、巨大な蛇の一族。蛇の鱗を持ち、防御ボーナスがある。毒無効で水に強い。時間はかかるが最強の攻撃魔法である氷系魔法と魔界への帰還魔法を覚える。
ミノタウルス
怪力を持ったモンスター。牛頭。千里眼と武器と防具の作成能力がある。斧を装備すると攻撃力にボーナスがある。石化系、回復系、雷系、隕石系の魔法を覚えるので、魔法要員でもある。
ゴーレム
サルバンの破砕日のみに活動を許されたモンスターである。石の皮膚による防御ボーナスがあり、さらにスライムと同様に武器攻撃に耐性がある。石化無効能力があるが水に弱い。棍棒を装備できるが素手だと攻撃力にボーナスがある。石化魔法を覚える。
ドラゴンニュート
人型のドラゴン。イベントを進めることで、何故アゾットの剣が彼の天敵なのか謎が解けてくる。龍の鱗を持ち、防御ボーナスがある。飛行可能であり、最強の特殊攻撃と火炎系魔法、防御系魔法を覚える。全モンスター中で唯一、火に強い。2回目の合体をするまで防具を一切装備できないため、中盤から後半にかけて苦労する。

## 移植版
| No. | タイトル           | 発売日         | 対応機種               | 開発元                                 | 発売元         | メディア                            | 型式      | 備考 |
| --- | ------------------ | -------------- | ---------------------- | -------------------------------------- | -------------- | ----------------------------------- | --------- | ---- |
| 1   | ラストハルマゲドン | 1988年8月      | X1シリーズ             | ブレイングレイ                         | ブレイングレイ | 5インチ2Dフロッピーディスク7枚組    | -         |      |
| 2   | ラストハルマゲドン | 1988年         | MSX2                   | ブレイングレイ                         | ブレイングレイ | 3.5インチ2DDフロッピーディスク5枚組 | BG-10001  |      |
| 3   | ラストハルマゲドン | 1989年3月1日   | X68000                 | ブレイングレイ                         | ブレイングレイ | 5インチ2HDフロッピーディスク7枚組   | -         |      |
| 4   | ラストハルマゲドン | 1989年7月      | FM TOWNS               | ブレイングレイ                         | ブレイングレイ | CD-ROM3枚組                         | HMA-207   |      |
| 5   | ラストハルマゲドン | 1990年         | PC-9801                | ブレイングレイ                         | ブレイングレイ | フロッピーディスク                  | -         |      |
| 6   | ラストハルマゲドン | 1990年8月31日  | PCエンジンCD-ROM²      | ブレイングレイ                         | ブレイングレイ | CD-ROM                              | BRCD-0001 |      |
| 7   | ラストハルマゲドン | 1990年11月10日 | ファミリーコンピュータ | アドバンスコミュニケーションカンパニー | ユタカ         | 4メガビット+128キロRAM ロムカセット | SHI-LT    |      |

FM TOWNS版
- CD-ROM3枚組。パッケージは紙ボックスではなく、一般的な3～4枚組のCD用の厚みがあるプラスチックケース。
- CD-ROM3枚組だが、使用容量は約8MBで、3枚とも同じ内容のファイル、違いは起動IPLの有無と音声トラックのみである。
- ゲーム進行を記録するために、別途3.5インチ2HDのフロッピーディスクが1枚必要。
- 当時のFM-TOWNSは本体RAM容量が標準で1MBか2MBの二種類あり、それに合わせて「SMALL MEMORY VERSION」と「LARGE MEMORY VIRSION」のどちらかで起動する。前者は、画像のアニメーションパターンが若干削減される。
- オンラインマニュアルが実装されており、ゲーム中でも閲覧可能。それに対して、紙マニュアルは非常に簡素。
- 操作系は、FM-TOWNS専用ジョイパッドのみ。
- 概ねの仕様はPC版に準じる。ゲーム画面のレイアウトは他機種に準じる。画面モードは640x480/TrueColor中256色モード。戦闘を除くイベント時のみ320x240表示になる。レイアウトや解像度に違いがあるが、X68000版と同一である。
- グラフィックは基本的に256色モード用に書き起こされている。イベントシーンのグラフィックのデザイン・枚数は原作のPC-88版とは若干異なる。レイアウトや解像度に違いがあるが、X68000版と同一である。
- オープニングも含め、BGMおよび主要なイベントはCD-DA音声で再生。BGMは大幅にアレンジされている。
- 一つのイベントに対し、一つのCD-DAトラックにイベントの音声とBGMがまとめて収録されている関係上、パーティの編成が固定で、パーティの編成に応じたイベントシーンのバリエーションは無い。
- 同じ理由で、アゾット剣を入手できるキャラクターが固定である。結果として、各パーティで1つずつしか、アゾット剣を保有できない。
- 108枚の石版は、見た順番に自動的に番号が割り振られていく仕様で、108箇所ある石版のどれから見ても、銘文が表示される順番は同じである。銘文は音声ではなくテキスト表示となる。
- 発売時期の1988年夏当時の初代FM-TOWNSは、CD-ROMドライブのシークタイムが特に遅かったため、「CD-ROMゲームは遅い」という非難の矛先によく上るゲームだった。

PCエンジン版
- CD-ROM2専用ソフト。FM TOWNS版を元にした移植となっている。
- パソコン版は最強の武器、アゾットの剣をすべてのモンスターが装備できたが、ドラゴンニュートにとってこの剣が天敵という設定が重視され、PCエンジン版ではゴブリンとオークのみが装備可能になった。
- パソコン版では108枚の石版全て読まなければ『戻らずの塔』に入れなかったが、PCエンジン版は12枚の赤い石版を読むだけで入れるようになった。
- アンドロスフィンクスの第2進化の最終形態のグラフィックと性能が一部バグにより入れ替わっている。
- BGM、音声はFM TOWNS版とほぼ同じ。ただし前半部戦闘BGMなど一部新曲の追加がある。なお、CD-DA収録はBGMのみで、イベント音声は内蔵音源で再生されるため、ややノイズがかかっている。
- 永久パターン回避の処置として、戦闘中一定ターンが過ぎると敵の攻撃力が倍々に膨れ上がっていき、それでもなお粘っていると地震が起きて大ダメージを受けるようになった。
- 3Dダンジョンが2DになりMAPも全て変更されている。
- 後半に存在する各キャラクター専用イベントでは、時間の違うパーティであっても、強制的にそのキャラのパーティ時間へ瞬時に移行してイベントが進行する。
- FM TOWNS版と同じ音声を使用している為、同様にパーティは固定。
- 石版の碑文は石版の画をバックにテキスト表示される。
- イベント戦闘等でオリジナルのボスが追加されている。
- 声優はほぼブレイングレイの社員が担当している（アンドロスフィンクスとハーピーはスタッフではなく、職業声優でないものの外部から依頼している）。エンディングでは出演に個人名が表記されている。

ファミリーコンピュータ版
- バンダイグループのユタカが移植を担当。
- 一部イベントや石版のメッセージ等が大幅に意訳・簡略化されている。
- BGMが全て差し替えられている。
- パーティのメンバー編成、及び合体の組み合わせが完全固定となっており自分で選ぶ事はできない。
- イベント等でPCエンジン版とは異なるオリジナルのボスが追加されている。
- モンスター図鑑は収録されていない。

## スタッフ
PC-8801版
- 企画・原作：飯島健男
- 技術：渡辺裕志
- 企画補佐：鈴木力、恩田やよい、須藤敦、大久保ゆかり
- 技術補佐：佐藤洋、折原雄治、青木雅行、林修一、有賀達夫
- 美術：武井一昌、小林功一郎、西塚耕一、中井覚
- 音楽：葉山宏治、猪瀬勝幸
- 協力：篠原秀則、松本康志、島哲郎、伊佐一美
- 制作：ブレイン・グレイ

PCエンジン版
- 出演：小野雅史、椿基之、斉藤晶、岡口真弘、木下千鶴子、菅原雅通、中下信哉、北山義嗣、宗方博嗣、佐藤洋、磯部晃太郎、鈴木保、浅妻為尋、聖裕夜、福原麻衣、山田等、中島裕美、田中俊行、羽室満、柿沢美貴
- 制作：佐藤洋、西塚耕一、斉藤しおみ、吉田治、武井一昌、松田泰一、桑原元司、山本次行、関口暁信、岡本敏郎、進藤司、杉本悟、久保久、恩田やよい、頓宮勝弘、赤間弘靖、松本康志、吉田幸子、渡辺裕志、松永智史
- 協力：西山毅、安田真佐美、Go,PROJECTS、矢島正三（STUDIO NOM）、株式会社ハドソン、日本電気ホームエレクトロニクス

ファミリーコンピュータ版
- メイン・ディレクター：橋本名人
- アシスタント・ディレクター：鈴木敏弘
- メイン・プログラム：くろさわなおひさ
- サブ・プログラム：ちゅどん、笠井治、なるせけんじ
- グラフィック：かさいきよたか、もりたゆうこ、おださとこ、みざいず
- サウンド：蓮谷通治、笠井治、原田昌亮、にしやまひろやす
- スペシャル・サンクス：かいほうかずゆき、さいとうまこと、にしやまひろやす、岩井尚輝
- システム・アシスト：たけし（安川武）
- シナリオ・アシスト：たけし（安川武）
- シナリオ：ブレイ・グレイ
- 制作：マインド、さわふじたけし、村上ひでお
- 制作発売元：ユタカ
- 販売元：バンダイ

## 評価
PCエンジン版
ゲーム誌『ファミコン通信』の「クロスレビュー」では、7・7・7・5の合計26点（満40点）、『月刊PCエンジン』では85・85・90・90・80の平均86点（満100点）、『マル勝PCエンジン』では7・6・9・7の合計29点（満40点）、『PC Engine FAN』の読者投票による「ゲーム通信簿」での評価は以下の通り、25.26点（満30点）となっている。また、この得点はPCエンジン全ソフトの中で12位（485本中、1993年時点）となっている。同雑誌1993年10月号特別付録の「PCエンジンオールカタログ'93」では「主人公が魔族という設定の異色RPG。（中略）このゲームの最大の特徴は、合体システムだ」と紹介されている。
| 項目 | キャラクタ | 音楽 | 操作性 | 熱中度 | お買得度 | オリジナリティ | 総合  |
| 得点 | 4.35       | 4.35 | 3.96   | 4.34   | 3.86     | 4.40           | 25.26 |
ファミリーコンピュータ版
ゲーム誌『ファミコン通信』のクロスレビューでは合計22点（満40点）、『ファミリーコンピュータMagazine』の読者投票による「ゲーム通信簿」での評価は以下の通り、18.05点（満30点）となっている。同雑誌1991年5月10日号特別付録の「ファミコンロムカセット オールカタログ」では、人類死滅後の地球という舞台設定やモンスターとエイリアンの抗争というシナリオに関して「今までのRPGとはうって変わった斬新なシナリオのゲーム」と肯定的に評価した他、「モンスターの進化、合体もみものである」グラフィック表現に関しても称賛した。
| 項目 | キャラクタ | 音楽 | 操作性 | 熱中度 | お買得度 | オリジナリティ | 総合  |
| 得点 | 3.18       | 3.03 | 2.93   | 3.12   | 2.51     | 3.28           | 18.05 |